# Italia agli VIII Giochi olimpici invernali
L'Italia partecipò agli VIII Giochi olimpici invernali, svoltisi a Squaw Valley, Stati Uniti, dal 18 al 28 febbraio 1960, con una delegazione di soli 28 atleti, 7 delle quali donne. L'Italia chiuse questa edizione al quattordicesimo posto del medagliere, ultimo dei paesi medagliati, conquistando un solo bronzo con Giuliana Minuzzo nello slalom gigante.

## Medaglie

### Medagliere per discipline
| Sport      | Oro | Argento | Bronzo | Totale |
| ---------- | --- | ------- | ------ | ------ |
| Sci alpino | 0   | 0       | 1      | 1      |
| Totale     | 0   | 0       | 1      | 1      |

### Medaglie di bronzo
| Medaglia | Nome             | Sport      | Evento         |
| -------- | ---------------- | ---------- | -------------- |
| Bronzo   | Giuliana Minuzzo | Sci alpino | Slalom gigante |